# Rhadinosticta
Rhadinosticta es un género de insectos zygópteros perteneciente a la familia Isostictidae. 
Es endémico de Australia oriental. 
Las especies de este género son caballitos del diablo esbeltos, de tamaño medio y coloración tenue.

## Especies
El género Rhadinosticta incluye las siguientes especies:
- Rhadinosticta banksi (Tillyard, 1913)
- Rhadinosticta handschini  (Lieftinck, 1933)
- Rhadinosticta simplex (Martin,1901)